# Fonología del turco

## Sonidos
Un rasgo característico del turco es la armonía vocálica, esto es, que una palabra contendrá vocales anteriores (e, i, ö, ü) o vocales posteriores (a, ı, o, u) pero no ambas. Por ejemplo, en vişne (guinda ácida) /i/ es anterior cerrada no redondeada y /e/ es anterior abierta no redondeada. Esta regla se denomina «armonía palatal».
Además, las vocales no redondeadas (a, e, ı, i) tienen que ser seguidas por vocales no redondeadas; pero las vocales redondeadas (o, u, ö, ü) pueden ser seguidas por vocales abiertas y no redondeadas (a/e) o por cerradas y redondeadas (u/ü). Esta regla se llama la «armonía labial», por ejemplo: oduncu (leñador), kömürcü (carbonero), köylülerle (con los campesinos).
Según estas reglas, cada vocal puede ser seguida solo por dos vocales, que son:
| Vocal precedente | Vocal siguiente |
| e                | e, i            |
| i                | e, i            |
| ö                | e, ü            |
| ü                | e, ü            |
| a                | a, ı            |
| ı                | a, ı            |
| o                | a, u            |
| u                | a, u            |

Todos los sufijos también observan las mismas reglas.
Hay excepciones a la armonía de las vocales:
- Las palabras de origen extranjero (la mayoría son de origen árabe y persa, pero también las hay de origen europeo). Sin embargo, los sufijos agregados a tales palabras también concuerdan con la vocal de la última sílaba:

Ejemplos:  memur (funcionario), memuru,
domates (tomate),
hakim (juez),
otobüs (autobús).
- Un pequeño número de palabras turcas no concuerdan con la regla; se trata de palabras que han cambiado con el tiempo:

anne (madre), kardeş; (hermano), elma (manzana), haydi (anda), hadi (anda), hangi (cuál), dahi (también), hani (dónde), şişman (gordo), inanmak (creer).
- Algunas palabras compuestas no cumplen la armonía de las vocales (p. ej.: bilgisayar, formado por bilgi (información) y sayar (calculador);

ilkbahar (primavera), formada por ilk (primero) y bahar (primavera).
- Además, los siguientes sufijos no cambian; por lo tanto no concuerdan con la «armonía vocálica»:

-ken (sufijo temporal)
-ki (sufijo relativo) 
-yor (sufijo de los tiempos verbales progresivos)
-mtrak (sufijo adjetival)
-leyin (sufijo temporal) 
El acento tónico recae normalmente en la última sílaba, salvo en algunas combinaciones con sufijos y palabras como masa /'masa/ (mesa). También en los nombres propios el acento es transferido a la penúltima sílaba, como en İstánbul, aunque hay excepciones a esta regla como Ánkara.

### Consonantes
|                        | Labial | Labial | Labiodental | Labiodental | Dental | Dental | Alveolar | Alveolar | Postalveolar | Postalveolar | Palatal | Palatal | Velar | Velar | Glotal | Glotal |
| ---------------------- | ------ | ------ | ----------- | ----------- | ------ | ------ | -------- | -------- | ------------ | ------------ | ------- | ------- | ----- | ----- | ------ | ------ |
| Oclusivas              | p      | b      |             |             | t̪      | d̪      |          |          |              |              | c       | ɟ       | k     | ɡ     |        |        |
| Nasales                | m      | m      |             |             | n      | n      |          |          |              |              |         |         |       |       |        |        |
| Fricativas             |        |        | f           | v           | s      | z      |          |          | ʃ            | ʒ            |         |         |       | ɣ     | h      |        |
| Africadas              |        |        |             |             |        |        | ʧ        | ʤ        |              |              |         |         |       |       |        |        |
| Vibrantes simples      |        |        |             |             |        |        | ɾ        | ɾ        |              |              |         |         |       |       |        |        |
| Aproximantes           |        |        |             |             |        |        |          |          |              |              | j       | j       |       |       |        |        |
| Aproximantes laterales |        |        |             |             |        |        |          |          | l            | l            |         |         | ɫ     | ɫ     |        |        |

El fonema /ɣ/, representado por "ğ" «g suave» (yumuşak g), es en realidad un sonido bastante más débil y se articula velar anterior o aproximante palatal (entre vocales anteriores). Nunca va al comienzo de la palabra y siempre sigue a vocal. Cuando está al final de la palabra o va seguido de otra consonante, alarga la vocal precedente.

### Vocales
Las vocales del turco son en orden alfabético a, e, ı, i, o, ö, u, ü. No hay diptongos y en las contadas ocasiones en que dos vocales quedan juntas, siempre forma hiato.
| Sonido Vocal | Sonido Vocal                          | Ejemplo | Ejemplo    | Ejemplo         |
| AFI          | Descripción                           | AFI     | Ortografía | Traducción      |
| i            | Vocal cerrada anterior no redondeada  | d̪il     | dil        | lengua, idioma  |
| y            | Vocal cerrada anterior redondeada     | ɟy'neʃ  | güneş      | sol             |
| ɯ            | Vocal cerrada posterior no redondeada | ɯˈɫɯk   | ılık       | templado, suave |
| e            | Vocal media anterior no redondeada    | je̞l     | yel        | viento          |
| œ            | Vocal media anterior redondeada       | ɟœz     | göz        | ojo             |
| a            | Vocal abierta central no redondeada   | d̪al     | dal        | rama            |
| o            | Vocal media posterior redondeada      | jol     | yol        | vía             |
| u            | Vocal cerrada posterior redondeada    | u'tʃak  | uçak       | avión           |